# ما بين السماء والبحر
ما بين السماء والبحر (باليابانية: ソラとウミのアイダ، بالروماجي: Sora to Umi no Aida) هي لعبة فيديو تم تطويرها من قبل فورورد وركس، لأجهزة أندرويد وآي أو إس، صدرت في 28 سبتمبر عام 2017. وهي سلسلة مانغا يابانية من تأليف أوجي هيروي ورسم بيكوريكو، نشرت من قبل آسكي ميديا وركس في مجلة دينجيكي دايوه، منذ 27 سبتمبر عام 2017 حتى 27 نوفمبر عام 2018، تم تجمع فصول المانغا في مجلدين تانكوبون. أنتجت إلى مسلسل أنمي تلفزيوني من قبل استوديو طوكيو موفي شينشا، عرض الأنمي في 4 أكتوبر عام 2018 واستمر عرضه حتى 20 ديسمبر عام 2018، وتكون من 12 حلقة.

## القصة
تدور أحداث القصة في المستقبل حيث تختفي الأسماك من. جميع البحار والمحيطات حول العالم ولا تعيش سوى الحيتان. تقرر وزارة الثروة السمكية إنشاء خزانات عملاقة لتربية الأسماك في الفضاء. تم إنشاء اتحاد صيادي الأسماك في أونوميتشي يونيفيرس وبدأ تدريب صيادي الفضاء. هناك طلب على الصيادات بسبب تعزيز قانون العمل المتساوي للرجال والنساء. تم اختيار ستة فتيات جدد للعمل في فضاء، وتتمحور القصة حولهن.

## الشخصيات
هارو سوراماتشي (باليابانية: 空町 春، بالروماجي: Soramachi Haru)
أداء صوتي: كارين تاكاهاشي
نامينو موراكامي (باليابانية: 村上 波乃، بالروماجي: Murakami Namino)
أداء صوتي: ريكا تاتشيبانا [الإنجليزية]
روبي أزومي (باليابانية: ルビー・安曇، بالروماجي: Rubī Azumi)
أداء صوتي: هونوكا إينوي
مايكو ساكورا (باليابانية: 櫻 舞湖، بالروماجي: Sakura Maiko)
أداء صوتي: موموكو سوزوكي
ماكيكو ماكي (باليابانية: 薪 真紀子، بالروماجي: Maki Makiko)
أداء صوتي: ماوري كومينو
ماكوتو ميتسوروغي (باليابانية: 美剣 真، بالروماجي: Mitsurugi Makoto)
أداء صوتي: آي كوساكا

## وصلات خارجية
- الرسمي باللغة اليابانية
- موقع الأنمي الرسمي باللغة اليابانية
- ما بين السماء والبحر على موقع ANN anime (الإنجليزية)